# Parapholiinae
Parapholiinae Caro, 1982 è una sottotribù di piante angiosperme monocotiledoni appartenente alla famiglia delle Poacee (o Gramineae, nom. cons.),sottofamiglia Pooideae, tribù Poeae.

## Etimologia
Il nome della sottotribù deriva dal suo genere tipo Parapholis C.E. Hubb., 1946 la cui etimologia deriva da due parole greche "para" (= vicino, simile) e "pholis" (scala irregolare a serpente) e fa riferimento alle glume che ricordano le squame di un serpente.
Il nome scientifico della sottotribù è stato definito dal botanico argentino José Alfredo Caro (1919-1985) nella pubblicazione "Dominguezia 4: 41" del 1982.

## Descrizione

### Portamento
Il portamento delle specie di questo gruppo in genere è cespuglioso con forme biologiche tipo emicriptofita cespitosa (H caesp) e cicli biologici annuali o perenni. I culmi sono cavi (o solidi) a sezione più o meno rotonda. In queste piante non sono presenti i micropeli.

### Foglie
Le foglie lungo il culmo sono disposte in modo alterno, sono distiche e si originano dai vari nodi. Sono composte da una guaina, una ligula e una lamina. Le venature sono parallelinervie. Non sono presenti i pseudopiccioli e, nell'epidermide delle foglia, le papille.
- Guaina: la guaina è abbracciante il fusto e in genere è priva di auricole.
- Ligula: la ligula è membranosa e a volte cigliata.
- Lamina: la lamina ha delle forme generalmente lineari e filiformi.

### Infiorescenza

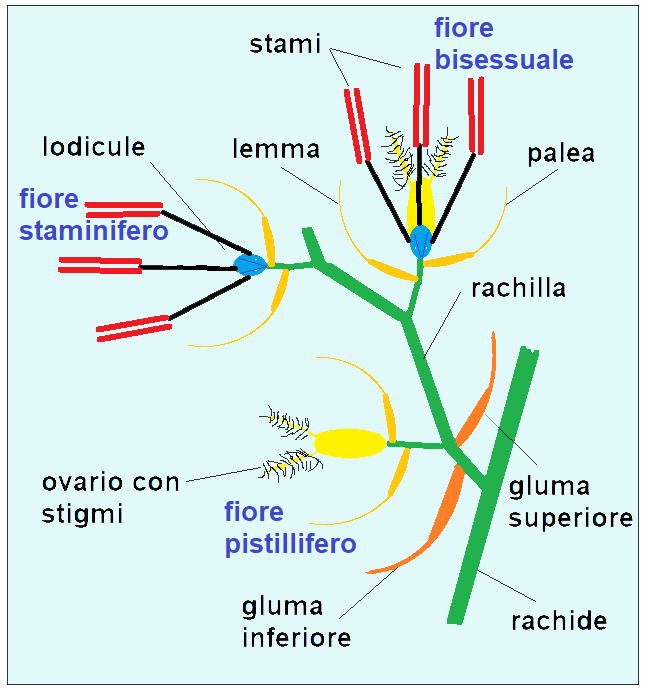
Spighetta generica con tre fiori diversi

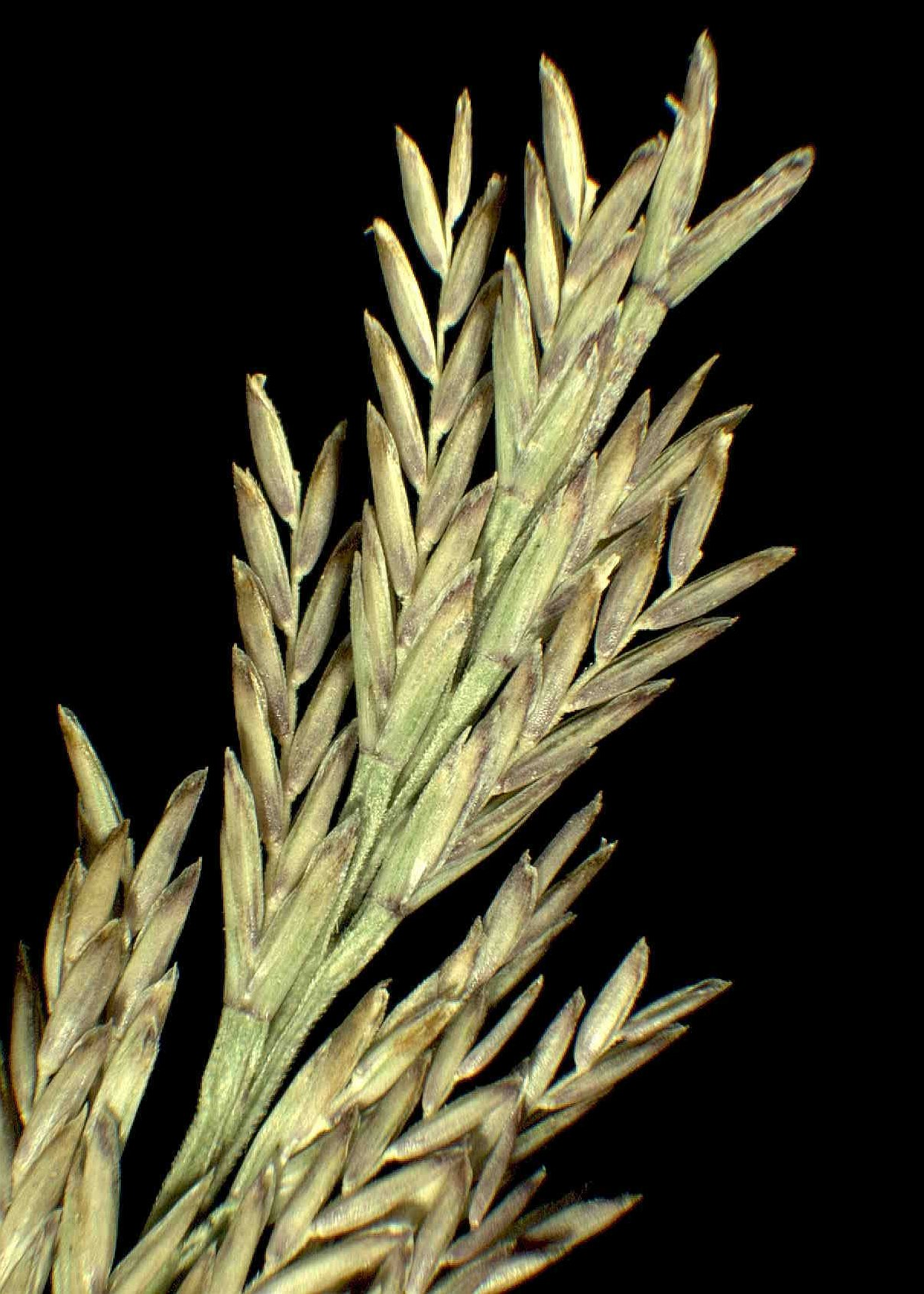
Infiorescenza
Catapodium marinum

- Infiorescenza principale (sinfiorescenza o semplicemente spiga): le infiorescenze, ascellari e terminali, in genere sono ramificate oppure no e sono formate da alcune spighette ed hanno la forma di una pannocchia aperta. La fillotassi dell'inflorescenza inizialmente è a due livelli, anche se le successive ramificazioni la fa apparire a spirale.
- Infiorescenza secondaria (o spighetta): le spighette, compresse lateralmente, sottese da due brattee distiche e strettamente sovrapposte chiamate glume (inferiore e superiore), sono formate da uno 6 fiori (fino a 12 in Catapodium; fino a 30 in Desmazeria). Possono essere presenti dei fiori sterili; in questo caso sono in posizione distale rispetto a quelli fertili. Alla base di ogni fiore sono presenti due brattee: la palea e il lemma. La disarticolazione avviene con la rottura della rachilla ai nodi o sotto ogni fiore fertile. Può essere presente una estensione della rachilla.
  - Glume: le glume, con forme ovato-oblunghe, persistenti e ialine, sono più corte o più lunghe dei fiori; gli apici sono ottusi (nella gluma superiore gli apci sono acuti). Sono carenate con 3 venature.
  - Palea: la palea è un profillo con due venature; può essere cigliata e alata.
  - Lemma: il lemma, con forme ovate, apice troncato, ottuso o mucronato a volte è carenato. In Cutandia i lemmi sono vistosamente tri-nervati (fino a 7 nervature in Desmazeria). Il lemma può essere membranoso o traslucido; in Vulpiella è bidentato.

### Fiori

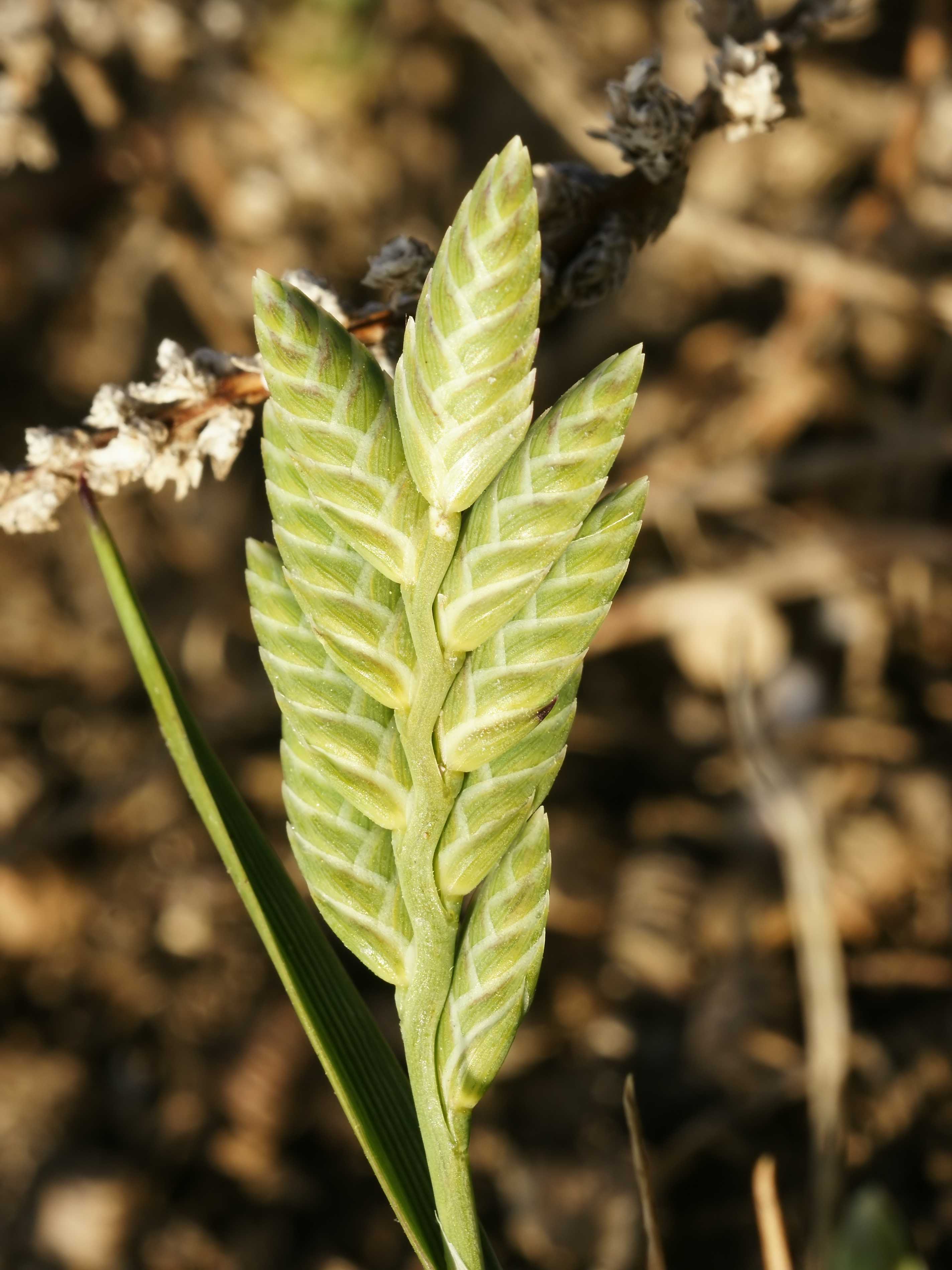
I fiori
Desmazeria sicula

I fiori fertili sono attinomorfi formati da 3 verticilli: perianzio ridotto, androceo  e gineceo.
- Formula fiorale:[5]

*, P 2, A (1-)3(-6), G (2–3) supero, cariosside.
- Il perianzio è ridotto e formato da due lodicule, delle squame traslucide, poco visibili (forse relitto di un verticillo di 3 sepali). Le lodicule sono membranose e non vascolarizzate.

- L'androceo è composto da 1 - 3 stami ognuno con un breve filamento libero, una antera sagittata e due teche. Le antere sono basifisse con deiscenza laterale. Il polline è monoporato.

- Il gineceo è composto da 3-(2) carpelli connati formanti un ovario supero. L'ovario, glabro, ha un solo loculo con un solo ovulo subapicale (o quasi basale). L'ovulo è anfitropo e semianatropo e tenuinucellato o crassinucellato. Lo stilo, breve, è unico con due stigmi papillosi e distinti.

### Frutti
I frutti sono del tipo cariosside, ossia sono dei piccoli chicchi indeiscenti, con forme ovoidali, nei quali il pericarpo è formato da una sottile parete che circonda il singolo seme. In particolare il pericarpo è fuso al seme ed è aderente. L'endocarpo non è indurito e l'ilo è puntiforme. L'embrione è piccolo e provvisto di epiblasto ha un solo cotiledone altamente modificato (scutello senza fessura) in posizione laterale. I margini embrionali della foglia non si sovrappongono.

## Biologia
Come gran parte delle Poaceae, le specie di questo genere si riproducono per impollinazione anemogama. Gli stigmi più o meno piumosi sono una caratteristica importante per catturare meglio il polline aereo. 
La dispersione dei semi avviene inizialmente a opera del vento (dispersione anemocora) e una volta giunti a terra grazie all'azione di insetti come le formiche (mirmecoria).

## Distribuzione e habitat
La distribuzione delle specie di questa sottottribù è prevalentemente mediterranea e comunque dell'emisfero temperato settentrionale.

## Tassonomia
La famiglia delle Poacee comprende circa 800 generi e oltre 9.000 specie. È una delle famiglie più numerose e più importanti del gruppo delle monocotiledoni. La famiglia è suddivisa in 12 sottofamiglie, la sottotribù Parapholiinae fa parte della sottofamiglia Pooideae, tribù Poeae.

### Generi
La sottotribù comprende i seguenti generi:
- Agropyropsis (Batt. & Trab.) A.Camus
- Catapodium Link
- Cutandia Willk.
- Desmazeria Dumort.
- Parapholis C.E.Hubb.
- Sphenopus Trin.
- Vulpiella (Batt. & Trab.) Burollet

### Filogenesi
La sottotribù Parapholiinae fa parte della tribù Poeae R.Br., 1814 (quest'ultima è compresa nella supertribù Poodae L. Liu, 1980). La tribù Poeae (formata da diverse sottotribù suddivise in alcune supersottotribù) è l'ultimo nodo della sottofamiglia Pooideae ad essersi evoluto (gli altri precedenti sono la tribù Brachyelytreae, e le supertribù Nardodae, Melicodae, Stipodae e Triticodae).
La sottotribù Parapholiinae appartiene al gruppo con le sequenze dei plastidi di tipo "Poeae" (definito "Poeae chloroplast groups 2 ") ed è circoscritta nella supersottotribù Loliodinae Soreng, 2017 comprendente anche le sottotribù Loliinae, Ammochloinae, Dactylidinae e Cynosurinae. All'interno della supersottotribù la sottotribù di questa voce forma un "gruppo fratello" con la sottotribù Cynosurinae. Insieme costituiscono un clade denominato "CP" definito in base alle analisi del DNA dei plastidi. Ulteriori studi sono necessari per avere informazioni più dettagliate e precise.
La sottotribù Parapholiinae è fortemente monofiletica. All'interno della sottotribù il genere Sphenopus occupa una posizione "basale" ed è "gruppo fratello" del resto della sottotribù le cui specie sono caratterizzate da infiorescenze generalmente non ramificate e dalla disarticolazione ai nodi.
Le seguenti sinapomorfie sono relative a tutta la sottofamiglia (Pooideae):
- la fillotassi dell'inflorescenza inizialmente è a due livelli;
- le spighette sono compresse lateralmente;
- i margini embrionali della foglia non si sovrappongono;
- l'embrione è privo della fessura scutellare.

Le sinapomorfie relative alla tribù Poeae sono:
- l'ilo è puntiforme;
- dei lipidi (grassi) sono presenti nell'endosperma;
- le lodicule sono prive di ciglia;
- l'ovario è glabro.

Per la sottotribù sono descritte le seguenti sinapomorfie:
- Sphenopus: i pedicelli sono notevolmente più ampi verso i loro apici;
- Cutandia: la disarticolazione avviene alla base dei rami dell'infiorescenza, dei pedicelli o dei fiori;

Il cladogramma seguente, tratto dallo studio citato, mostra una possibile configurazione filogenetica della sottotribù.
|  | Catapodium                                             |
|  |                                                        |
|  | \| \| Cutandia \| \| \| \| \| \| Vulpiella \| \| \| \| |
|  |                                                        |
|  | Desmazeria                                             |
|  |                                                        |
|  | Cutandia                                               |
|  |                                                        |
|  | Vulpiella                                              |
|  |                                                        |

|  | Cutandia  |
|  |           |
|  | Vulpiella |
|  |           |

|  | Catapodium                                             |
|  |                                                        |
|  | \| \| Cutandia \| \| \| \| \| \| Vulpiella \| \| \| \| |
|  |                                                        |
|  | Desmazeria                                             |
|  |                                                        |
|  | Cutandia                                               |
|  |                                                        |
|  | Vulpiella                                              |
|  |                                                        |

|  | Cutandia  |
|  |           |
|  | Vulpiella |
|  |           |

|  | Catapodium                                             |
|  |                                                        |
|  | \| \| Cutandia \| \| \| \| \| \| Vulpiella \| \| \| \| |
|  |                                                        |
|  | Desmazeria                                             |
|  |                                                        |
|  | Cutandia                                               |
|  |                                                        |
|  | Vulpiella                                              |
|  |                                                        |

|  | Cutandia  |
|  |           |
|  | Vulpiella |
|  |           |

|  | Catapodium                                             |
|  |                                                        |
|  | \| \| Cutandia \| \| \| \| \| \| Vulpiella \| \| \| \| |
|  |                                                        |
|  | Desmazeria                                             |
|  |                                                        |
|  | Cutandia                                               |
|  |                                                        |
|  | Vulpiella                                              |
|  |                                                        |

|  | Cutandia  |
|  |           |
|  | Vulpiella |
|  |           |

### Specie della flora italiana
Nella flora spontanea della penisola italiana sono presenti i seguenti generi di questo gruppo:
- Sphenopus con una specie (Sphenopus divaricatus (Gouan) Rchb.).
- Catapodium con 5 specie.
- Cutandia con 2 specie.
- Desmazeria con 2 specie.
- Parapholis con 6 specie.